# Alice (litterär figur)
Alice är en litterär figur i Lewis Carrolls bok Alice i Underlandet från 1865 samt i dess uppföljare Alice i Spegellandet från 1871.
Alice är en ung flicka i det viktorianska Storbritannien och det är med henne läsaren får följa med ner i Underlandet. Då Alice sitter och dagdrömmer intill flodkanten får hon plötsligt syn på en vit kanin i väst och med klocka. Alice följer efter kaninen in i ett hål och faller ner i Underlandet, och därefter är ingenting sig likt.
Alice hade en förebild i verkligheten; Alice Liddell.